# Українсько-есватінські відносини
Українсько-есватінські відносини — відносини між Україною та Королівством Есватіні. 
Есватіні визнала незалежність України  13 травня 1998 року, того ж дня країни встановили дипломатичні відносини.
Права та інтереси громадян України в Королівстві Есватіні захищає Посольство України в Південній Африці.

## Торгівля
За підсумками 2021 року торгівля представлена лише імпортом, який склав 398,0 тис. дол. США. Імпорт складався на 77,4% з їстівних плодів та горіхів та на 17,8% з електричних машин, обладнання та їх частин.
Експорт послуг (пов’язаних з подорожами) у 2021 році склав 214,4 тис. дол. США.